# Xysticus charitonowi
Xysticus charitonowi es una especie de araña cangrejo del género Xysticus, orden Araneae. Fue descrita científicamente por Mcheidze en 1971.

## Distribución geográfica
Se distribuye por Georgia.